# Алмудена Грандес
Алмудена Грандес (Мадрид, 7. мај 1960 — Мадрид, 27. новембар 2021) била је шпанска савремена списатељица која је за своја дела добила бројне награде.

## Биографија
Рођена је 7. маја 1960. године у Мадриду. Студирала је географију и историју на Универзитету Компултенсе у Мадриду. Пре него што је постала списатељица радила је као преводилац и лектор. Поред тога бавила се координацијом колекције културних и туристичких водича. Данас редовно пише колумну за најтиражније шпанске новине ‘El País’ . Многа њена дела преточена су у филмове и позоришне комаде режиране од стране познатих редитеља попут Херарда Ерера, Бигаса Луне и Xуана Висентеа Кордобе. Нека њена дела преведена су на 20 различитих језика, а њен први роман „Одрастање Лулу“, објављен 1989. године, добио је сјајне критике и доживео велике успехе.
Децембра 1996. године удала се за познатог песника Луиса Гарсију Монтера, са којим има ћерку Елису (17). Њен супруг ради као професор књижевности на Универзитету у Гранади. Алмудена има још двоје деце Маура и Ирене из пређашњих веза.

## Роман „Одрастање Лулу“

### Тема
„Одрастање Лулу“ је први роман Алмудене Грандес, објављен 1989. године. Мајсторски осмишљена и жестоко еротична прича прати Марију Луизу, од милоште звану Лулу, на путу њеног сексуалног буђења. Када петнаестогодишњу Лулу заведе породични пријатељ Пабло, који је дванаест година старији од ње, у њој се побуђују осећања која су била потискивана. Гоњена својим жудњама, одрасла Лулу прелази танку линију која раздваја пристојност од перверзије и упушта се у забрањене подвиге.
„Одрастање Лулу“ је колико еротски, толико и психолошки роман јер приказује психичко стање једне петнаестогодишњакиње (седме од деветоро деце) која није имала довољно родитељске пажње. Хипербола, као најдоминантнија стилска фигура у роману, истиче важност границе између задовољства и морала. Дело представља причу о пожуди, интимности, задовољству и неуобичајеном љубавном односу између петнаестогодишње девојчице и дванаест година старијег Пабла. Пабло не представља само љубавног и сексуалног партнера, већ и ослонац и подршку коју Лулу није имала у детињству. Алмудена додатно скреће пажњу на сваки део романа својим наглашено сликовитим и директним стилом писања. Себи дозвољава апсолутну слободу при вокабулару и тиме оставља јак утисак на све читаоце. Овај роман се доста разликује од типичних љубавних прича. До детаља описане љубавне интриге, страсти, авантуре и осећања никога не могу оставити равнодушним. Овај роман хиперболички, градацијски, помало грубо показује колико је граница између морала и задовољства танка и колико је важно одмалена имати сигурност и усмерење ка правом путу.

### Ликови
Мариа Луиса (Лулу) је петнаестогодишњакиња која се заљубљује у најбољег друга свога брата. Након свог првог интимног искуства са Паблом, њена личност се у потпуности мења. До тада неприметна од стране своје породице, седма од деветоро деце, имала је уз себе само брата. Ускраћена за осећај емпатије према некоме, Лулу је и радознала, меланхолична, образована, дисциплинована и девојка снажног карактера. Њена мајка никада није била ту за њу јер је сматрала да је довољно јака да се сама стара о себи. Ускраћена за њену љубав, приморана да одрасте превремено, она никако не успева у томе. Осећа се одбаченом, али исто тако осећа и присуство снажне братске фигуре, једине фигуре коју је и имала, јер је само од њега добијала пажњу. Поред Марсела јак утицај на њену личност има и Пабло, јер су њих двојица једине особе које су је пазиле, волеле и уз које се осећала сигурно. Наилазећи на фаталну привлачност која у њој буди неки нови свет, почиње да се осећа битном, приметном, пожељном и женственом. Осећајући да нигде не припада, покушавајући да попуни празнину која се годинама ширила, бежи од одбачености и монотоније њеног дотадашњег живота и потпуно се препушта истраживању интимног света који јој се приказује. Непрестано покушава да преузме контролу над собом, ставивши Пабла у центар свог размишљања са њим пореди све што је окружује. Он представља границу између две Лулу- Лулу каква је била, и Лулу каква је постала. Представља све оно што јој је било ускраћено: старатеља, љубавника, некога ко је био ту док је она одрастала, ко је најбоље познавао, кога се није стидела. Жеља да воли и да осети оно што никада није осећала је највећа жеља којој тежи и која је прати кроз њено одрастање али и кроз изградњу њене личности и њеног карактера.
Пабло је двадесетседмогодишњи песник, који је присутан у време Лулиног одрастања. Веома амбициозан, самоуверен, креативан и класичан боемски младић. Отвара нови свет за Лулу, његов свет. Посматра Лулу током целог њеног детињства, али у периоду њене адолесценције одлучује да направи први корак и започне везу с њом. Одувек заштитнички настројен према њој, девојчици невиног духа, коју је посматрао како покушава да одрасте, отвара јој врата свог несвакидашњег и слободног света, обасипа је пажњом и поклонима, самоуверено приступивши и представивши јој један сасвим нов начин живота. Од самог почетка Пабло настоји да у њеним очима представи себе као фигуру какву досад није имала, љубавника али и некога ко се о њој стара.
Марсело је Лулин старији брат и Паблов најбољи пријатељ. Поред Пабла, он има велику улогу у одрастању Лулу. Његов однос са Лулу, од почетка посебан, истиче њихову издвојеност од круга породице што ствара блиску везу између њих. Марсело јој из тог разлога посвећује пажњу, поистовећује се са њом и бринувши о њој, пружа јој љубав коју није добила од родитеља. На Паблов наговор, он прихвата изазов и упушта у интимни однос са Лулу, у ком је она “жртва” њихове игре. Лулу не знавши да и Марсело учествује у игри, веома бурно реагује након исте. Чињеница да овај инцест не мења однос између Лулу и њеног брата говори о томе колико је он јак, али и несвакидашњи.

### Време и место радње
Радња романа протеже се кроз XX век и захвата период од раног детињства девојчице Лулу, до њеног каснијег сазревања. Радња се одвија у Мадриду у Шпанији. Описује различита места која Лулу посећује током свог одрастања, као и шпанско друштво овог временског периода. Простор и те како представља битну карику романа, јер остварује везу између свега што роман описује. Кроз простор можемо дознати психолошко стање главне јунакиње, као и разлоге њеног понашања. Читајући роман, наилазимо углавном на мрачни простор, који поредимо са животом младе Лулу. Као читаоци покушавамо да нађемо светлију страну романа, баш као што Лулу у свом мраку тражи зрачак светлости.

## Остала дела
- (Одрастање Лулу)
- [4]

## Филмске адаптације
| Година | Назив            | Режија                |
| ------ | ---------------- | --------------------- |
| 1990.  | (Одрастање Лулу) | Бигас Луна            |
| 1995.  |                  | Херардо Ереро         |
| 2000.  |                  | Хуан Висенте Кордоба  |
| 2004.  |                  | Борис Керсиа          |
| 2006.  |                  | Херардо Ереро         |
| 2007.  |                  | Асусена Родригез      |
| 2009.  |                  | Салвадор Гарсија Руис |

## Награде и признања
| Година | Награда                             | Дело       |
| ------ | ----------------------------------- | ---------- |
| 1989.  |                                     | (novela)\| |
| 2002.  |                                     |            |
| 2006.  | Библиотека " " по Алмудени даје име |            |
| 2008.  |                                     |            |
| 2008.  |                                     |            |
| 2011.  |                                     |            |
| 2011.  |                                     |            |
| 2011.  |                                     |            |

## Критике
О њеном делу су рекли – Одрастање Лулу
„Изненађујуће је, да у свом првом делу, једна ауторка од једва двадесетак година гради своју причу са таквим жаром, сигурношћу и снагом, и ствара један лик тако богат нијансама, смелошћу, један дух који се тако супротставља припитомљавању и привржености, општим местима и кажњавању, као што је неваљала Лулу.
Достигнуће Алмудене Грандес у овој причи се састоји из испитивања које продире у скривене духове, који људским понашањем владају из сенке.
За оне који мисле да је Одрастање Лулу био само један “случај”, добро би било да је поново прочитају сада, петнаест година касније. Онда би открили да је то један сјајан роман, написан зрелом солвентношћу, и да, осим тога што заробљава дух једног доба, у данашње време садржи критичку борбу, хумор, вербалну грациозност и слободу маште који су толико изненадили, очигледно, пре петнаест година.“ Марио Варгас Љоса, El País
„Одрастање Лулу поставља озбињна питања о природи сексуалности и моралности задовољства. Дубоко потресна прича.“ Seattle Weekly
„Похота, интимност, срам и радозналост владају овом књигом, комбинација од које могу да добијем срчани удар.” El Mundo